# Firmin Ody

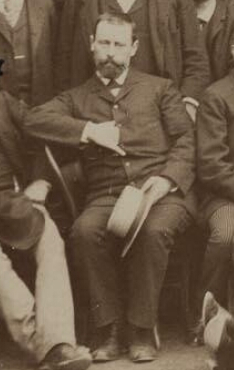
Firmin Ody (1891)

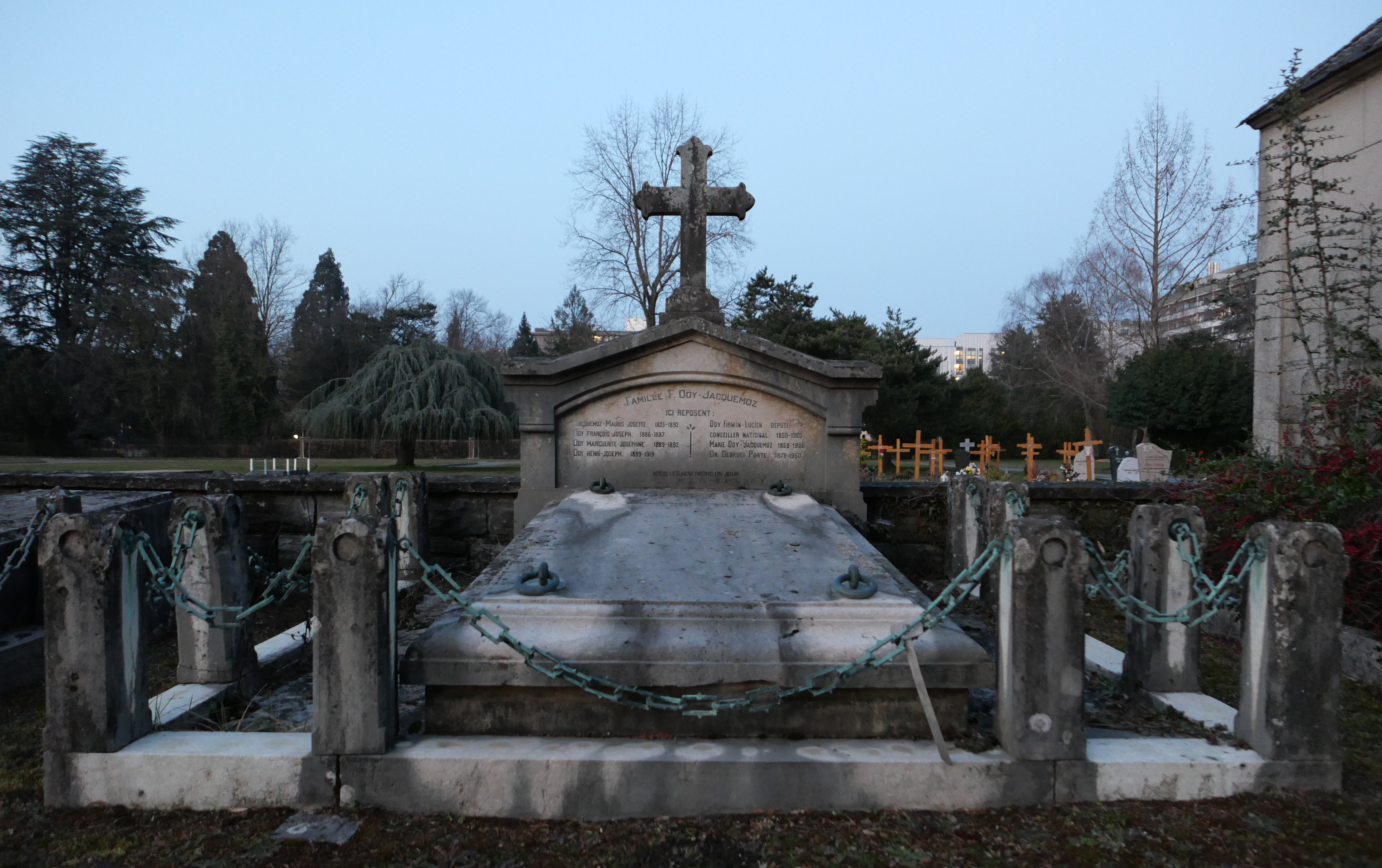
Das Grab der Familie Ody-Jaquemoz auf dem Friedhof vom Petit-Saconnex in Genf

Firmin-Lucien Ody (* 10. oder 26. September 1859 in Les Eaux-Vives; † 29. Februar 1920 in Riehen; heimatberechtigt in Vaulruz und ab 1903 in Le Petit-Saconnex) war ein Schweizer Architekt, Bauunternehmer und Politiker.

## Leben

### Familie
Firmin Ody war das älteste von fünf Kindern des Zimmermanns und Unternehmers François Eugène Charles Ody (* 1824; † 28. April 1904) und dessen Ehefrau Romaine (* 1829; † Oktober 1907; geb. Grandjean); zu seinen Geschwistern gehörte unter anderem der spätere Freiburger Staatsrat Louis Ody (* 21. Januar 1869 in Genf; † 28. November 1908 in Freiburg).
Er war mit Marie (1858–1926), der Tochter des Kaufmanns Joseph Gaspard, verheiratet; zu ihren fünf Kindern gehörte unter anderem der spätere Mediziner François Ody (* 28. März 1896 in Genf; 24. Oktober 1957 ebenda).
Firmin Ody verstarb während eines Kuraufenthaltes bei Basel an einer Lungenentzündung.
Die Trauerfeier fand in der Kirche Saint-Antoine de Padoue, die unter seiner Leitung zwischen 1898 und 1899 erbaut worden war, statt. Anschliessend wurde er im Familiengrab auf dem Friedhof vom Petit-Saconnex in Genf beigesetzt.

### Werdegang und politisches Wirken
Firmin Ody besuchte die Primarschule bei der Christenlehrbruderschaft in Genf und arbeitete seit 1874 in der Zimmerei Ody & Söhne seines Vaters mit. Später war er unter anderem an der Inneneinrichtung des Bahnhofs von Le Pâquier beteiligt und erbaute unter anderem mehrere Häuser in Genf.
Er war von 1892 bis 1919 unabhängiger Genfer Grossrat und vom 4. Dezember 1911 bis zu seinem Tod katholisch-konservativer Nationalrat, nachdem er 1907 eine Kandidatur abgelehnt hatte.
1912 war er im Parteikomitee der Schweizerischen Konservativen Volkspartei.
Seine Beteiligung am Gesetz zur Trennung von Kirche und Staat vom 30. Juni 1907 war aktiv, ebenso setzte er sich für die Rückgabe der Kirche Notre-Dame an die römisch-katholische Gemeinde ein.
Firmin Ody war ein Befürworter des Beitritts der Schweiz zum Völkerbund.

## Mitgliedschaften
Firmin Ody war unter anderem Mitglied im Société Fédérale de Gymnastique (siehe Schweizerischer Turnverband) und verschiedenen Wohltätigkeitsvereinen.